# Natsuki Deguchi
Pour les articles homonymes, voir Deguchi.
Natsuki Deguchi (出口夏希, Deguchi Natsuki), née le 4 octobre 2001 en Chine, est une actrice et mannequin japonaise, affiliée à Incent.

## Biographie
Natsuki Deguchi naît en 2001 en Chine, d'une mère chinoise et d'un père japonais. Elle a trois sœurs aînées et un frère cadet qui ont tous été élevés à Tokyo, au Japon.
Natsuki Deguchi est bilingue ; elle peut parler le chinois et le japonais, le premier étant spécifiquement le dialecte hokkien de la province du Fujian, qu'elle ne parle généralement que chez elle.
Alors qu'elle était à Miyamasuzaka, Shibuya, avec une amie, elle est repérée par un membre du personnel d'Incent. Natsuki Deguchi avait déjà été repérée par plusieurs autres agences auparavant [qu'elle a toutes déclinées], mais admirative de l'actrice et mannequin Mizuki Yamamoto, dont elle avait entendu dire qu'elle appartenait à l'agence, elle accepté l'offre et y fait ses débuts en mars 2018. Son premier emploi après avoir rejoint Incent était une séance photo pour la marque de fast fashion « Shimamura ». Elle postulé et participé au concours « Miss Seventeen 2018 » sponsorisé par Shūeisha, et utilise son chinois courant dans une vidéo d'appel des candidates finales.
Le 23 août 2018, il a été annoncé lors du Seventeen Summer School Festival 2018 qui s'est tenu au Pacifico Yokohama National Hall que six personnes, dont Deguchi, avaient été sélectionnées comme « Miss Seventeen 2018 ». Après que Suzu Hirose ait été « diplômée » en tant que mannequin exclusif pour le magazine en question à la fin de l'événement, les six candidates de Miss Seventeen ont participé à une séance photo d'interview,.
Natsuki Deguchi a été sélectionnée comme « HARUTA (ja) IMAGE GIRL 2019", ils ont réalisé des collages photo de divers articles vestimentaires incorporant des mocassins qui ont ensuite été publiés dans Seventeen et sur le site officiel de Haruta. Sa première apparition à la télévision est dans la série télévisée dramatique Cocoa (ja), diffusée en janvier 2019, une adaptation de l'œuvre lauréate du grand prix aux 30th Fuji Television Young Scenario Awards (ja), avec un format omnibus qui suit trois lycéennes interprétées par Sara Minami, Natsuki Deguchi et Riko Nagase comme personnages principaux,. Dans le deuxième épisode du drame télévisé Love Sickness and the Guys de BS Nippon Television, qui a commencé à être diffusé en juillet de la même année, elle est apparue dans le rôle de la camarade de classe du personnage principal joué par Ryuga Sato,.
En avril 2021, elle apparaît régulièrement dans deux dramas : Girl Gun Lady (ja) de Mainichi Broadcasting et Kotaro en solo de TV Asahi.
En décembre 2020, elle fait sa toute première apparition au cinéma dans le rôle de la jeune Isabella dans le film The Promised Neverland. Le 22 juillet 2022, avec la sortie du numéro d'été de Seventeen, après quatre ans, elle a « obtenu son diplôme » de mannequin exclusif. Le 16 septembre de la même année, elle fait une autre apparition dans le film Silent Parade, jouant le rôle de Natsumi Namiki. Elle devient ensuite mannequin exclusif pour le magazine de mode féminin Non-no (en) pour le numéro de décembre sorti le 20 octobre.
Elle partage la vedette avec Nana Mori dans le drame original Makanai : Dans la cuisine des maiko sorti sur Netflix le 13 janvier 2023. Natsuki Deguchi joue le rôle de Sumire, marquant ainsi son premier rôle principal dans un drame. Son premier livre photo intitulé liberté est sorti le 24 mars 2023.

## Filmographie

### Film
| Année | Titre                               | Rôle           | Remarques | Réf.   |
| ----- | ----------------------------------- | -------------- | --------- | ------ |
| 2020  | The Promised Neverland              | Isabella jeune |           | [ 21 ] |
| 2022  | Silent Parade                       | Natsumi Namiki |           | [ 16 ] |
| 2023  | Till We Meet Again on the Lily Hill | Chiyo          |           | [ 22 ] |
| 2024  | Drawing Closer (en)                 | Haruna Sakurai |           | [ 23 ] |
| 2024  | Akabane Honeko no bodigādo          | Honeko Akabane |           | [ 24 ] |

### Télévision
| Année     | Titre                                                          | Rôle            | Notes                      | Réf.   |
| --------- | -------------------------------------------------------------- | --------------- | -------------------------- | ------ |
| 2019      | Cocoa (ja)                                                     | Kaori Suzumori  | rôle principal             | [ 25 ] |
| 2019      | Love Sickness and the Guys                                     | Yuri Kuraki     | épisode 2                  | [ 12 ] |
| 2020      | Switch                                                         | Yen Tsutaya     |                            | [ 26 ] |
| 2020      | Unsung Cinderella: Prescriptions of a Hospital Pharmacist (ja) | Hasegawa Airi   | épisode 7                  | [ 27 ] |
| 2020      | Curry Song                                                     | Madoka Mori     | rôle principal             | [ 28 ] |
| 2021      | Girl Gun Lady                                                  | Akiho Inada     |                            | [ 14 ] |
| 2021      | Kotaro en solo                                                 | Tōko Futaba     |                            | [ 14 ] |
| 2022      | Makanai : Dans la cuisine des maiko                            | Sumire/Momohana | rôle principal             | [ 19 ] |
| 2023      | 18/40: Unbreakable Bond of Dreams (ja)                         | Sena Nishimura  |                            | [ 29 ] |
| 2023–2024 | Blue Spring Ride (Ao Haru Ride)                                | Futaba Yoshioka | rôle principal ; 2 saisons | [ 30 ] |

## Livres photo
- liberté (KADOKAWA, le 24 mars 2023)[20]

## Récompenses et distinctions
- (en) Natsuki Deguchi : Awards, sur l'Internet Movie Database